# IC 854
IC 854 ist eine Spiralgalaxie vom Hubble-Typ Sbc mit aktivem Galaxienkern im Sternbild Haar der Berenike am Nordsternhimmel. Sie ist schätzungsweise 317 Millionen Lichtjahre von der Milchstraße entfernt und hat einen Durchmesser von etwa 95.000 Lichtjahren. Gemeinsam mit PGC 1710320 bildet sie ein gebundenes Galaxienpaar.
Im selben Himmelsareal befinden sich u. a. die Galaxien NGC 4979,  IC 4202, PGC 45705, PGC 1713150.
Das Objekt wurde am 19. Juli 1892 vom französischen Astronomen Stéphane Javelle entdeckt.